# Tra le labbra
Tra le labbra è un singolo della cantautrice italiana Nathalie, pubblicato il 7 dicembre 2018, estratto dall'album Into the Flow.

## Il brano
La canzone fu esclusa dal Festival di Sanremo 2018.

## Videoclip
Il videoclip è stato pubblicato sul canale ufficiale YouTube, ed è stato girato da Taiyo Yamanouchi, in arte Hyst. 

## Tracce
- Download digitale

1. Tra le labbra – 3:41